# Мещеряков, Николай Николаевич
Николай Николаевич Мещеряков (18 ноября 1905, Саратов — 10 февраля 1961, Одесса) — советский военачальник, генерал-майор (1944).

## Начальная биография
Николай Николаевич Мещеряков родился 18 ноября 1905 года в Саратове.
Работал помощником мастера и мастером в парикмахерской при Дворце труда и искусства в Уфе.

## Военная служба

### Межвоенное время
5 февраля 1922 года призван в ряды РККА и направлен в 200-й стрелковый полк, дислоцированный в Уфе (Приволжский военный округ), а в апреле переведён на 3-и Кронштадтские пехотные курсы, по окончании которых 16 сентября 1923 года направлен в 151-й стрелковый полк (51-я Перекопская стрелковая дивизия), дислоцированный в Одессе (Украинский военный округ), где служил на должностях командира отделения, старшины роты, командира взвода. В сентябре 1925 года Мещеряков направлен на учёбу на повторное отделение при Киевской пехотной школе имени Рабочих Красного Замоскворечья, по окончании которого в августе 1926 года вернулся в полк, где служил на должностях командира стрелкового взвода и взвода полковой школы, командира роты, помощника начальника штаба, командира учебной роты и начальника полковой школы.
В марте 1936 года назначен на должность командира батальона в составе 72-го стрелкового полка (24-я стрелковая дивизия, Киевский военный округ), а 29 мая 1939 года — на должность помощника командира по строевой части 273-го стрелкового полка (104-я стрелковая дивизия), после чего принимал участие в боевых действиях на кандалакшском направлении в ходе советско-финской войны.
В мае 1940 года Мещеряков переведён в разведотдел штаб 14-й армии, где служил на должностях начальника 1-го отделения и старшего помощника начальника отдела.

### Великая Отечественная война
С 24 июня 1941 года 14-я армия вела оборонительные боевые действия на мурманском, кандалакшском и ухтинском направлениях.
6 августа майор Н. Н. Мещеряков назначен на должность командира 590-го стрелкового полка (5-я стрелковая бригада), после чего участвовал в боях на кестеньгском направлении, а 15 октября 1941 года переведён на должность командира 122-й стрелковой дивизии, которая вела оборонительные боевые действия в районе Кандалакши и на Кировской железной дороге.
23 марта 1943 года полковник Мещеряков был тяжело ранен, после чего лечился в московском госпитале и санатории «Архангельское». По выздоровлении в январе 1945 года признан годным к службе 2 степени и в феврале назначен на должность начальника военной кафедры Одесского гидрометеорологического института.

### Послевоенная карьера
После окончания войны находился на прежней должности.
8 октября 1947 года вышел в отставку. 
Умер 10 февраля 1961 года в Одессе. Похоронен на Втором Христианском кладбище Одессы.

## Награды
- Орден Ленина (30.4.1947);
- Два ордена Красного Знамени (4.11.1941, 3.11.1944);
- Орден Отечественной войны 1 степени (19.8.1943);
- Медали.